# Liga Puerto Rico
La Liga Puerto Rico PRO (LPR PRO) es una competencia de fútbol organizada por la Federación Puertorriqueña de Fútbol y es la liga más importante del fútbol en Puerto Rico.

## Historia
Luego de la ausencia de una liga de fútbol en Puerto Rico para la temporada 2017-18, la Federación Puertorriqueña de Fútbol organizó un Torneo Preparatorio que se desarrolló de marzo a junio de 2018. 10 equipos participaron en el torneo ganado por el Bayamón FC.
La conferencia de lanzamiento de la liga se celebró el 23 de agosto de 2018.

## Competición
La primera temporada comenzó el 29 de septiembre con 8 equipos, los cuales juegan en dos ruedas totalizando 14 partidos. Al término de la temporada los 6 equipos avanzarán a la siguiente etapa; en donde los 2 primeros estarán en las semifinales y los 4 en cuartos de final, el campeón se clasifica al Campeonato de Clubes de la CFU.

## Equipos 2025
| Equipo                     | Ciudad    | Fundado |
| -------------------------- | --------- | ------- |
| Academia Quintana          | San Juan  | 1969    |
| San Juan FC                | San Juan  | 2011    |
| Ponce FC                   | Ponce     | 2025    |
| Caguas Sporting FC         | Caguas    | 2016    |
| Metropolitan FA            | San Juan  | 2016    |
| Edsoccer                   | Aguadilla | 2016    |
| Mayagüez FC                | Mayagüez  | 2004    |
| Taurinos FC                | Cayey     | 2004    |
| Puerto Rico Soccer Surf SC | Guaynabo  | 2020    |

## Campeones
| Temporada     | Campeón                                      | Subcampeón                                   |
| ------------- | -------------------------------------------- | -------------------------------------------- |
| 2018-19       | Metropolitan FA                              | Bayamón FC                                   |
| 2019-20       | Abandonado debido a la pandemia del COVID-19 | Abandonado debido a la pandemia del COVID-19 |
| 2020-21       | No disputado                                 | No disputado                                 |
| 2021          | Bayamón FC                                   | Metropolitan FA                              |
| 2022          | Metropolitan FA                              | Puerto Rico Sol                              |
| Apertura 2022 | Metropolitan FA                              | Puerto Rico Sol                              |
| Clausura 2023 | Metropolitan FA                              | Academia Quintana                            |
| Apertura 2023 | Academia Quintana                            | Metropolitan FA                              |

## Títulos
| Equipo            | Campeón | Subcampeón | Años Campeón                               | Años Subcampeón              |
| ----------------- | ------- | ---------- | ------------------------------------------ | ---------------------------- |
| Metropolitan FA   | 5       | 2          | 2018, 2022, Ap. 2022, 2023, Clau.,2023 Ap. | 2021                         |
| Bayamón FC        | 1       | 1          | 2021                                       | 2019                         |
| Academia Quintana | 3       | 3          | 2023, Clau. 2024 ap. 2024 clau.            | 2023 clau. 2024 clau, 2024ap |
| Puerto Rico Sol   | 0       | 2          |                                            | 2022, Ap. 2022               |

## Tabla Histórica
Actualizado el 6 de marzo de 2024. Nota: No contabiliza los puntos de la Liguilla. Faltan datos del torneo apertura 2023
| Pos. | Equipo             | Temp | PJ | PG | PE | PP | GF  | GC  | DG   | Pts. |
| ---- | ------------------ | ---- | -- | -- | -- | -- | --- | --- | ---- | ---- |
| 1    | Metropolitan FA    | 6    | 90 | 57 | 7  | 7  | 257 | 81  | +176 | 178  |
| 2    | Bayamón FC         | 6    | 70 | 44 | 10 | 16 | 278 | 81  | +197 | 142  |
| 5    | Puerto Rico Sol    | 5    | 51 | 26 | 7  | 18 | 97  | 87  | +10  | 85   |
| 7    | Academia Quintana  | 5    | 49 | 22 | 5  | 22 | 156 | 111 | +45  | 72   |
| 3    | Guaynabo Gol SC    | 5    | 64 | 22 | 6  | 36 | 102 | 184 | -82  | 72   |
| 4    | Don Bosco FC       | 3    | 43 | 18 | 9  | 16 | 101 | 99  | +2   | 63   |
| 6    | Caguas Sporting FC | 6    | 72 | 16 | 13 | 43 | 117 | 218 | -101 | 56   |
| 10   | Guayama FC         | 2    | 28 | 15 | 3  | 10 | 67  | 69  | -2   | 48   |
| 8    | Mayagüez FC        | 3    | 51 | 11 | 6  | 34 | 71  | 167 | -96  | 39   |
| 9    | GPS Puerto Rico    | 1    | 15 | 11 | 3  | 1  | 67  | 16  | +51  | 36   |
| 11   | Mirabelli SA       | 2    | 37 | 10 | 3  | 24 | 52  | 92  | -40  | 33   |
| 12   | CF Fraigcomar      | 2    | 20 | 9  | 3  | 8  | 57  | 37  | +20  | 30   |
| 13   | Leal Arecibo FC    | 1    | 16 | 6  | 1  | 9  | 41  | 33  | +8   | 19   |
| 14   | CB Junqueño        | 1    | 16 | 2  | 1  | 13 | 14  | 100 | -86  | 7    |
| 15   | Ramey SC           | 1    | 16 | 2  | 0  | 14 | 12  | 80  | -68  | 6    |